# Cukasa Šiotani
Cukasa Šiotani (* 5. prosince 1988) je japonský fotbalový obránce a reprezentant, hráč klubu Sanfrecce Hirošima. Hraje na postu stopera (středního obránce).

## Reprezentační kariéra
Cukasa Šiotani debutoval za A-mužstvo Japonska v roce 2014. S japonskou reprezentací se zúčastnil Mistrovství Asie ve fotbale 2015 v Austrálii, kde byl japonský tým vyřazen ve čtvrtfinále na pokutové kopy reprezentací Spojených arabských emirátů.

## Statistiky
Platí k 31. 12. 2019
| Japonsko | Japonsko | Japonsko |
| Roky     | Záp.     | Góly     |
| -------- | -------- | -------- |
| 2014     | 2        | 0        |
| 2015     | 0        | 0        |
| 2016     | 0        | 0        |
| 2017     | 0        | 0        |
| 2018     | 0        | 0        |
| 2019     | 5        | 1        |
| Celkem   | 7        | 1        |